# Cernătești (okręg Dolj)
Cernătești – wieś w Rumunii, w okręgu Dolj, w gminie Cernătești. W 2011 roku liczyła 563 mieszkańców.